# Welsh League Cup 2019-2020
La Welsh League Cup 2019-20 è stata la 28ª edizione di questo torneo che è iniziato il 2 agosto 2019 e terminato il 1º febbraio 2020 con la finale. Il Cardiff Metropolitan University era la squadra campione in carica. Il Connah's Q.N. ha vinto il torneo per la seconda volta nella sua storia, a quattordici anni di distanza dal primo.

## Primo turno
| Squadra 1          | Risultato       | Squadra 2      |
| ------------------ | --------------- | -------------- |
| 2 agosto 2019      |                 |                |
| Briton Ferry       | 3 − 1           | Taff's Well    |
| 3 agosto 2019      |                 |                |
| Afan Lido          | 0 − 1           | Cwmbran Celtic |
| Ammanford          | 2 − 1           | Penrhyncoch    |
| Berriew            | 0 − 2           | Corwen         |
| Buckley Town       | 0 − 2           | Rhyl           |
| Goytre Utd         | 3 − 0           | Caerau (Ely)   |
| Llanfair United    | 3 − 1           | Llangefni Town |
| Pontypridd         | 2 − 3           | STM Sports     |
| Prestatyn Town     | 4 − 2           | Llanrhaeadr    |
| Ruthin Town        | 0 − 3           | Guilsfield     |
| Swansea University | 0 − 1           | Llantwit Major |
| Undy Athletic      | 2 − 2 (4-5 dtr) | Cwmamman Utd   |
| 4 agosto 2019      |                 |                |
| Gresford Athletic  | 1 − 0           | Colwyn Bay     |
| 4 settembre 2019   |                 |                |
| Conwy Borough      | 0 − 1           | Bangor City    |

## Secondo turno
| Squadra 1            | Risultato       | Squadra 2                       |
| -------------------- | --------------- | ------------------------------- |
| 9 agosto 2019        |                 |                                 |
| Bala Town            | 7 − 0           | Gresford Athletic               |
| Penybont             | 4 − 1           | Goytre Utd                      |
| 10 agosto 2019       |                 |                                 |
| Airbus UK Broughton  | 4 − 0           | Llanfair United                 |
| Cambrian & Clydach   | 3 − 4           | Aberystwyth Town                |
| Cefn Druids          | 1 − 2           | Prestatyn Town                  |
| Haverfordwest County | 1 − 1 (5-4 dtr) | Barry Town                      |
| Newtown              | 2 − 0           | Ammanford                       |
| Rhyl                 | 0 − 2           | Connah's Q.N.                   |
| Briton Ferry         | 1 − 1 (4-1 dtr) | Llanelli Town                   |
| Carmarthen Town      | 4 − 1           | Cwmamman Utd                    |
| Corwen               | 0 − 2           | Caernarfon Town                 |
| Flint Town Utd       | 5 − 1           | Porthmadog                      |
| Guilsfield           | 1 − 0           | Llandudno                       |
| Llantwit Major       | 1 − 2           | Cardiff Metropolitan University |
| STM Sports           | 4 − 0           | Cwmbran Celtic                  |
| 24 settembre 2019    |                 |                                 |
| Bangor City          | 1 − 1 (4-2 dtr) | The New Saints                  |

## Terzo turno
| Squadra 1                       | Risultato       | Squadra 2            |
| ------------------------------- | --------------- | -------------------- |
| 24 settembre 2019               |                 |                      |
| Briton Ferry                    | 0 − 2           | Carmarthen Town      |
| Caernarfon Town                 | 1 − 4           | Prestatyn Town       |
| Cardiff Metropolitan University | 0 − 1           | Aberystwyth Town     |
| Flint Town Utd                  | 2 − 1           | Airbus UK Broughton  |
| Newtown                         | 2 − 1           | Penybont             |
| 25 settembre 2019               |                 |                      |
| Guilsfield                      | 1 − 1 (3-5 dtr) | Connah's Q.N.        |
| 1º ottobre 2019                 |                 |                      |
| STM Sports                      | 1 − 1 (7-6 dtr) | Haverfordwest County |
| 8 ottobre 2019                  |                 |                      |
| Bala Town                       | 1 − 1 (7-6 dtr) | Bangor City          |

## Quarto turno
| Squadra 1       | Risultato       | Squadra 2        |
| --------------- | --------------- | ---------------- |
| 29 ottobre 2019 |                 |                  |
| Carmarthen Town | 0 − 3           | Aberystwyth Town |
| Connah's Q.N.   | 4 − 1           | Flint Town Utd   |
| Newtown         | 2 − 2 (3-4 dtr) | STM Sports       |
| Prestatyn Town  | 1 − 2           | Bala Town        |

## Semifinali
| Squadra 1        | Risultato | Squadra 2        |
| ---------------- | --------- | ---------------- |
| 23 novembre 2019 |           |                  |
| Connah's Q.N.    | 2 − 0     | Bala Town        |
| STM Sports       | 2 − 1     | Aberystwyth Town |

## Finale
| Arbitro: | Markham-Jones |

|                           |           |  |
| Wilde 30’, 41’ Insall 47’ | Marcatori |  |